# アゼルバイジャンのトロリーバス

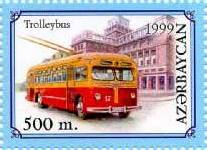
バクー・トロリーバスの切手（1999年発行）

この項目では、かつてアゼルバイジャンの各都市に存在したトロリーバスについて解説する。ソビエト連邦（ソ連）の崩壊時点で合計5都市に存在していたが2006年までに全て廃止され、アゼルバイジャンは旧ソ連諸国で初となるトロリーバスが消滅した国となった。

## バクー
アゼルバイジャンの首都・バクー市内のトロリーバス。1941年に開通し、大規模な路線網を有したが、2006年までに廃止された。

## ギャンジャ
アゼルバイジャン第二の都市・ギャンジャ市内のトロリーバス。第二次世界大戦（大祖国戦争）後、都市名がキロヴァバードと呼ばれていた時代の1955年に開通した。1976年以降は路面電車に代わる形で路線網の拡張を続け、最大8系統を有したが、ソ連崩壊後はミニバスやタクシー網の整備に伴い路線の廃止が相次ぎ、整備も満足に行われない状況となった。2004年には車庫が閉鎖され、以降トロリーバス車両は沿線の運転士の家に駐車する形となった。最後の路線が廃止されたのは同年の秋季である。

## ミンゲチェヴィル
ミンゲチェヴィル市内に存在したトロリーバス路線。1989年4月15日に開通したものの、ソ連崩壊後は同一区間を走るミニバスとの競争に晒され、僅か17年後の2006年4月に廃止された。

## ナヒチェヴァン
アゼルバイジャンの飛地・ナヒチェヴァン自治共和国の首都であるナヒチェヴァン市内に存在したトロリーバス路線。ソ連時代の1986年11月3日に開通し、3系統の路線網を有したが2004年までに廃止された。

## スムガイト
カスピ海沿岸の都市・スムガイトに1961年に開通したトロリーバス路線。多くの都市と同様にソビエト連邦の崩壊後は施設の更新が滞り、廃車とした車両からの部品の供給によって運行が保たれた。路線が廃止されたのは2005年12月31日である。